# Норман Едвардс
Норман Едвардс (англ. Norman Edwards; 24 вересня 1962 — 13 липня 2015) — ямайський легкоатлет, спринтер. Срібний призер літніх Олімпійських ігор.

## Життєпис
Народився на Ямайці, але більшу частину свого життя прожив у США. Виріс у Сілвер-Спрінг, штат Меріленд. Навчався в одному з коледжів Університету Джорджії, де протягом 1983-1986 років виступав у легкоатлетичних змаганнях. Після закінчення коледжу понад 20 років  працював у фінансовій сфері у Вашингтоні, округ Колумбія. В останні роки життя був брокером з нерухомості у «Long & Foster Real Estate», Аннандейл, штат Вірджинія.
На літніх Олімпійських іграх 1984 року в Лос-Анджелесі (США) виборов срібну олімпійську медаль в естафеті 4×100 метрів разом з Реєм Стюартом, Алом Лоуренсом, Ґреґом Мегу і Доном Кверрі.